# Cayo Antistio Veto (cónsul 30 a. C.)
Cayo o Gayo Antistio Veto  fue un político y militar romano del siglo I a. C. Partidario inicialmente de Julio César, se pasó a los libertadores para recuperar finalmente el favor de Augusto y ser consul suffectus en el año 30 a. C. Estuvo al frente de las guerras cántabras en el año 25 a. C.

## Familia
Veto fue miembro de los Antistios Véteres, una rama familiar de la gens Antistia. Probablemente era hijo de Cayo Antistio Veto, propretor en Hispania Ulterior, bajo cuyas órdenes sirvió como cuestor Julio César, alrededor de 69 a. C. Su hijo, Cayo Antistio Veto, se desempeñó como cónsul en 6 a. C., así como sus descendientes hasta época flavia.

## Carrera pública
Inicialmente Veto fue partidario de Julio César, quien cuando era propretor en Hispania Ulterior, lo tomó bajo su servicio, en 61 a. C., como cuestor en agradecimiento a su padre. Es poco probable que haya sido el mismo Antistio Veto que en el año 56 a. C. fue elegido tribuno de la plebe.
Posteriormente fue nombrado cuestor pro praetore de Siria por César, un cargo que debió asumir en 45 a. C., donde se vio obligado a luchar contra Quinto Cecilio Baso, el exgobernador y rival de César, quien se había negado a renunciar a su cargo. Veto lo asedió en Apamea hasta que los partos pudieron liberar a Baso. Durante este tiempo Veto fue aclamado imperator.
Fue sucedido por Lucio Estayo Murco en 44 a. C. Cuando regresaba a Roma, fue interceptado por Bruto, uno de los asesinos de César, quien lo convenció no sólo de entregarle los ingresos de la provincia que llevaba a Roma, sino también logró que se uniera a la causa de la los liberatores. En junio de 43 a. C. estaba de regreso en Roma, pero pronto volvió con Bruto donde se desempeñó como uno de sus legados. Huyó después de la derrota de Bruto en Filipos, pero finalmente se reconcilió con Marco Antonio y Augusto.
En 35 a. C. Veto recibió el mando de la guerra contra los salasios, así como el cargo de gobernador de la Galia Transalpina, la cual prosiguió con vigor hasta el 34 a. C., pero sin éxito. Luego, en el año 30 a. C., fue recompensado con la posición de cónsul suffectus, siendo colega de Augusto a suceder en el cargo a Marco Licinio Craso el 1 de julio de ese año. Fue posteriormente legado en Hispania Citerior en el 26 a. C., uno de los pocos hombres de rango consular al cual se le dio la administración de una provincia militar durante el reinado de Augusto. Veto relevó a Augusto después de que el príncipe enfermó mientras estaba en campaña en Hispania, liderándola junto con Publio Carisio —el gobernador de Hispania Ulterior—, contra los cántabros y astures (guerras cántabras) y que concluyó con éxito en 25 a. C.